# Ecsegfalva
Ecsegfalva è un comune dell'Ungheria di 1 449 abitanti (dati 2001) . È situato nella contea di Békés.